# Tresjö
Tresjö är en sjö i Skara kommun i Västergötland och ingår i Göta älvs huvudavrinningsområde. Sjön har en area på 0,104 kvadratkilometer och ligger 123 meter över havet. Tresjö ligger i Hornborgasjön Natura 2000-område.

## Delavrinningsområde
Tresjö ingår i det delavrinningsområde (646834-136863) som SMHI kallar för Utloppet av Hornborgasjön. Medelhöjden är 135 meter över havet och ytan är 65,78 kvadratkilometer. Räknas de 34 delavrinningsområdena uppströms in blir den ackumulerade arean 615,12 kvadratkilometer. Flian som avvattnar avrinningsområdet har biflödesordning 3, vilket innebär att vattnet flödar genom totalt 3 vattendrag innan det når havet efter 250 kilometer. Delavrinningsområdet består mestadels av skog (16 %) och sankmarker (68 %). Avrinningsområdet har 0,1 kvadratkilometer vattenytor vilket ger det en sjöprocent på 14,9 %.